# Amiloidose nasal
Amiloidose nasal é uma doença observada, embora raramente, em cavalos. É caracterizada pela deposição de amilóides nos vasos sanguíneos e glândulas circunjacentes, e dentro do tecido conjuntivo. Não está associada a amiloidose generalizada e também tem causa desconhecida.